# Green Lane
Green Lane es un borough ubicado en el condado de Montgomery en el estado estadounidense de Pensilvania. En el año 2000 tenía una población de 694 habitantes y una densidad poblacional de 2,308.5 personas por km².

## Geografía
Green Lane se encuentra ubicado en las coordenadas 40°20′14″N 75°28′9″O / 40.33722, -75.46917.

## Demografía
Según la Oficina del Censo en 2000 los ingresos medios por hogar en la localidad eran de $49,167 y los ingresos medios por familia eran $55,714. Los hombres tenían unos ingresos medios de $40,000 frente a los $30,500 para las mujeres. La renta per cápita para la localidad era de $21,123. Alrededor del 7.4% de la población estaba por debajo del umbral de pobreza.